# Leon Großvogel
Leon Großvogel (russisch Лео Гроссфогель; Pseudonym Ksawje (Xawe) und Susche(?); * 27. November 1904 in Łódź, Kongresspolen/Russisches Reich; † 1943/44) war ein polnisch-belgischer Kominternfunktionär, Résistance-Kämpfer und einer der Organisatoren der Roten Kapelle in Belgien und Frankreich.

## Leben
Großvogel war von Beruf Elektriker und Unternehmer. In den frühen 1920er Jahren machten er und seine Schwester Alija. 1925 lernte er in Palästina Leopold Trepper kennen. 1926 fuhr er mit seiner Schwester nach Gent in Belgien.
1929 wurde Großvogel Mitglied der Kommunistischen Partei Belgiens. Von 1929 bis 1938 war er in der Brüsseler Firma „Kautschuk-König“ beschäftigt. Im Dezember 1938 wurde er Generaldirektor einer Filiale von Treppers Tarnfirma Foreign Excellent Trench-Coat Company. In seiner Eigenschaft als Vertreter der Firma unternahm er Reisen nach Norwegen, in die Schweiz, nach Dänemark und Finnland.
Auf Anweisung von Trepper setzte Großvogel Michail Makarow als Geschäftsführer der Firma Foreign Excellent Trench-Coat Company in Ostende ein. 1939 nahm Großvogel im Auftrag von Trepper die Dienste von Abraham Raichman in Anspruch, eines Spezialisten bei der Anfertigung gefälschter Dokumente, und organisierte ein Treffen von Raichman mit Trepper und Makarow.
Mit Beginn des Zweiten Weltkrieges lehnte Großvogel es ab, die Firma im Ausland zu erweitern. 1940 fuhr Großvogel mit Trepper nach Frankreich. Im Herbst des gleichen Jahres gründete er in Paris die Firma „Simex“. Er war der vertrauenswürdigste Helfer Treppers und organisierte eine kleine Gruppe, die für Transport und Verbindungen zuständig war.
Im Dezember 1940 besuchte er „Kent“ in Brüssel. Nachdem „Simex“ fest etabliert war, übergab er die Firma an Alfred Corbin. Großvogel wohnte in Paris im Haus des Schauspielers Georges Milton.
Leon Großvogel gehörte zu den drei Funkern, die die Wohnung von Sophia Poznanska und Rita Arnould in der Rue des Atrébates 101 im Brüsseler Vorort Etterbeek benutzten.
Anfang der 1940er Jahre heiratete Großvogel Jeanne Pesant, 1942 wurde seine Tochter geboren.
Während eines Treffens mit Raichman wurde Großvogel im Dezember 1942 in Paris verhaftet.
Jeanne Großvogel-Pesant wurde am 25. November 1942 in Brüssel von der Gestapo verhaftet und am 6. Juli 1943 im Strafgefängnis Plötzensee hingerichtet.

## Filme
- russische Fernsehserie Krasnaja kapella (Krasnaja kapella bei IMDb)
- deutsche Fernsehserie Die rote Kapelle